# Ivan Zvekanović
Ivan Zvekanović je bio srbijanski nogometaš iz Subotice, rodom bački Hrvat. Smatra ga se jednim od najboljih nogometaša koji je ikad igrao u subotičkom Spartaku. Bio je jednim od najpouzdanijih obrambenih igrača.
Igrao je u sastavu subotičkog Spartaka koji je izborio sudjelovanje u prvenstvu Jugoslavije 1946./47. bio je: Pajo Šimoković, Ivan Bogešić, Miroslav Beleslin, Lajčo Jakovetić, Janko Zvekanović, Gojko Janjić, Ilija Vorgučin, Ladislav Tumbas, Stipan "Pipko" Kopilović, Jóska Takács i Josip Prčić. Trener Aleksandar Zvekan.
Igrao je za zemunska Naša krila u 1. jugoslavenskoj ligi 1948./49. i za beogradsku Crvenu zvezdu, 
S Našim krilima 1948./49. došao je do finala jugoslavenskog kupa, gdje su izgubili od Crvene zvezde 2:3.
1950. je prešao u Crvenu zvezdu, s kojom je te sezone postao doprvak, iza splitskog Hajduka, koji je prvenstvo osvojio bez poraza, i osvajač kupa, nakon ponovljene utakmice sa zagrebačkim Dinamom (1:1 i 3:0). Sa Zvezdom je osvojio kup te godine. 
1951. je igrao u Crvenoj zvezdi, koja je te sezone postala prvak, a za koju je odigrao 14 utakmica, ne postigavši ni jedan pogodak. 
Poslije je bio poznat kao trener. Osobito je mnogo radio u inozemstvu. 